# Siphona ngricans
Siphona ngricans är en tvåvingeart som först beskrevs av Villeneuve 1930.  Siphona ngricans ingår i släktet Siphona och familjen parasitflugor. Inga underarter finns listade i Catalogue of Life.